# Daniela Pes
Daniela Pes (Tempio Pausania, 1992) è una cantautrice, compositrice e polistrumentista italiana.

## Biografia
Nel 2017 si laurea in Canto Jazz con il massimo dei voti e la lode presso il Conservatorio Luigi Canepa di Sassari, presentando una tesi su Ella Fitzgerald. 
Nello stesso anno fonda, insieme a Dora Scapolatempore, il duo The Dalthes, un progetto innovativo per arpa e voce che reinterpreta vari repertori jazz in chiave elettronica. Con questo progetto si esibisce all’Harp Festival di Rio de Janeiro.
Daniela avvia la sua carriera solista musicando le poesie in dialetto gallurese di Don Gavino Pes, sacerdote e poeta settecentesco di Tempio Pausania. Nel 2017 partecipa al Premio Andrea Parodi, dove vince numerosi riconoscimenti: il Premio Assoluto, il Premio della Critica, il Premio della Giuria Internazionale, il Premio per la Miglior Musica e il Premio del Pubblico in sala.
Nel 2018 è tra i quattro vincitori del Festival Musicultura, esibendosi allo Sferisterio di Macerata e aggiudicandosi il Premio Nuovo Imaie e il Premio SIAE per la Miglior Musica.

### Spira e il successo internazionale
Il 14 aprile 2023 pubblica con l'etichetta Tanca l'album di debutto Spira, prodotto artisticamente da Iosonouncane. L’album le vale il Premio Tenco 2023 come Migliore Opera Prima.
Spira viene promosso attraverso un tour di oltre 130 date tra Italia ed Europa, includendo festival come Primavera Sound, Eurosonic, BBK, Mercatassero De Musica Viva De Vic, Oslo World,  FiraB!, Ferrara Sotto le Stelle, Robot Festival, Jazz is Dead, Ricci Weekender e l'Istituto Italiano di Cultura a Tunisi.
L’uscita del disco è preceduta dal singolo Carme, il cui video è stato diretto da Alessandro Gagliardo.

### Riconoscimenti e collaborazioni recenti
Nel 2024 riceve il Premio Maria Carta, condiviso con Tosca, e collabora con la casa di moda Etro per sonorizzare la sfilata alla Milano Fashion Week Primavera/Estate 2025, eseguendo dal vivo un brano inedito.
Ad ottobre 2024 interpreta il tema principale della colonna sonora del film "La Grande Ambizione" di Andrea Segre, con musiche scritte da Iosonouncane. Nello stesso mese si esibisce in un set solista per La notte delle voci, con la direzione artistica di Ermanna Montanari e Marco Martinelli.
Il suo nome è stato inserito tra le 15 nomination ai Music Moves Europe Awards 2025.

## Discografia

### Album in studio
- 2023 – Spira

## Riconoscimenti
- 2017 - Premio Andrea Parodi[1]
- 2018 - Musicultura[2]
  - Premio Siae
  - Premio Nuovo Imaie
- 2023 - Premio Tenco - Miglior Opera Prima[3]
- 2023 - Premio Navicella Sardegna[9]
- 2023 - Rockol Awards
  - Miglior artista emergente
  - Premio TicketSms[10]
- 2023 - Premio Lucio Dalla[11]
- 2024 - Premio Maria Carta [12]
- 2024 - Premio Ciampi[13]